# Casa Alazet
La Casa Alazet és la casa del número 58 del Carrer de Sant Joan de la vila de Vilafranca de Conflent, de la comuna del mateix nom, a la comarca del Conflent, de la Catalunya del Nord.

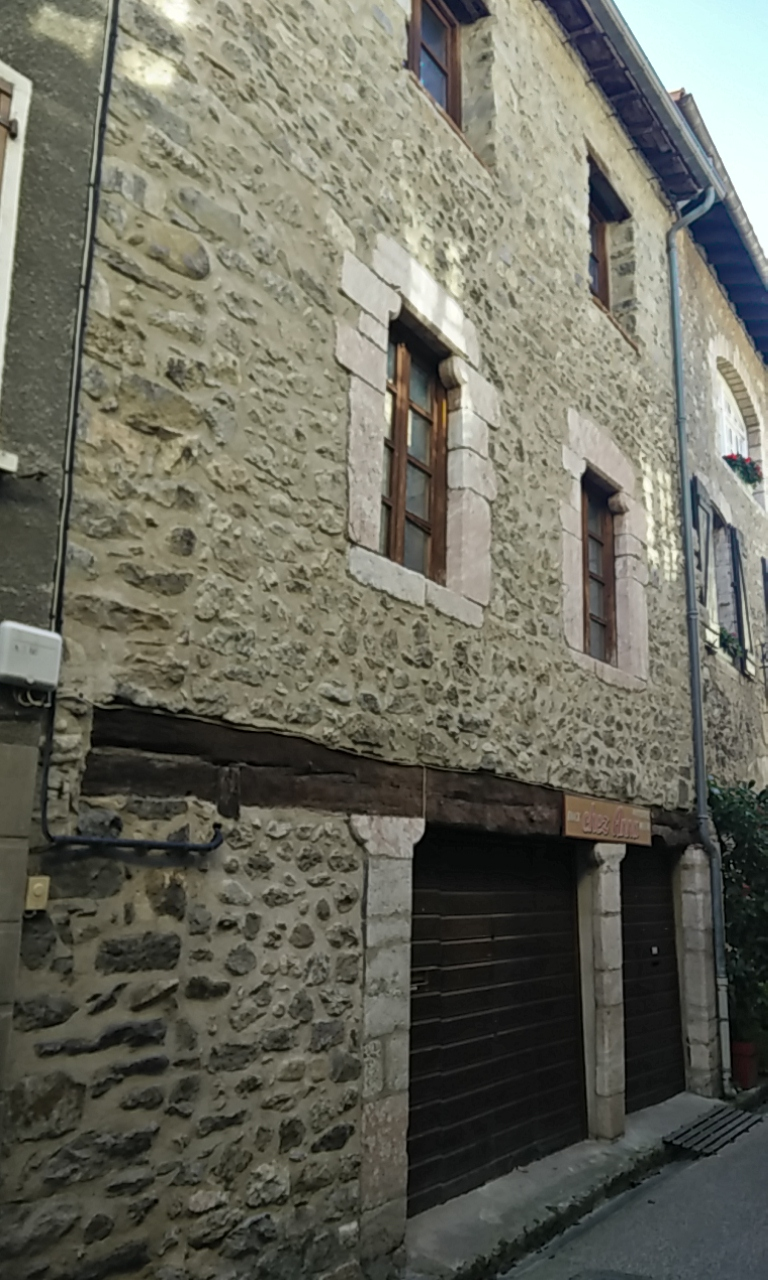
Casa Alazet, des de ponent

Està situada a llevant del centre de la vila, en el número 58 del carrer de Sant Joan; li corresponen les parcel·les cadastrals 25 i 105.
L'edifici conserva a la façana una estructura molt particular. La planta baixa ha conservat l'antic pòrtic amb llinda de fusta, i el primer pis, dues finestres amb permòdols. La mamposteria és basta, feta de còdols.